# Зейт (протока)
Зейт (англ. Zeit Channel) — протока в північній частині Червоного моря. Протікає між островом Ганім (англ. Ghanim) на заході та островами Ашрафі (англ. Ashrafi islands) на сході. В протоці знаходиться риф Ашрафі.
Глибина протоки досягає 25-40 метрів в південній частині, 27-38 метрів — в північній.
У районі протоки відбулося декілька кораблетрощ, проте доступ дайверів до них обмежений через видобування нафти.